# Nefropatía

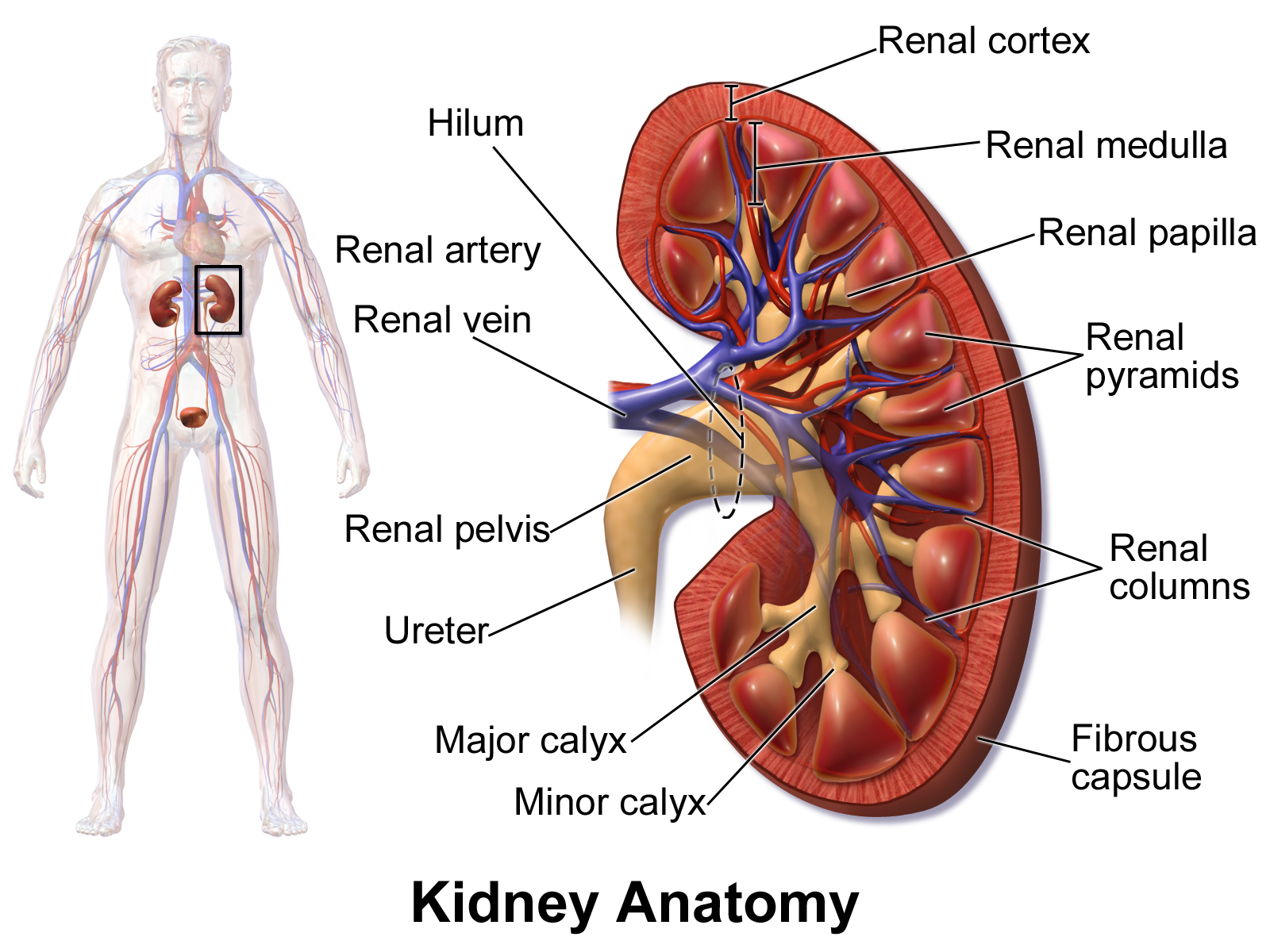
Anatomía del riñón de Blausen

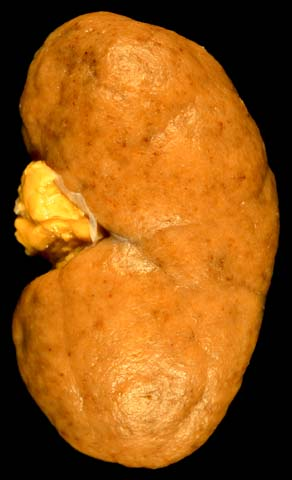
Nefritis lúpica proliferativa difusa

La nefropatía se refiere al daño, enfermedad o patología del riñón. Otro término más antiguo para ella es nefrosis.
Una causa de la nefropatía es el uso de analgésicos a largo plazo. Las medicinas para el dolor que pueden causar problemas del riñón incluyen la aspirina, acetaminofén, y los antiinflamatorios no esteroideos, o AINEs. Esta forma de nefropatía es la "nefritis analgésica crónica", un cambio inflamatorio crónico caracterizado por pérdida y atrofia de los túbulos, y fibrosis intersticial e inflamación (patología de BRS, 2.ª edición).
Específicamente, el uso a largo plazo del analgésico phenacetin se ha ligado a la necrosis papilar renal (papilitis necrotizante).
Una segunda posible causa de la nefropatía es debido a la disminuida función de la oxidasa de xantina en la ruta de la degradación de la purina. La oxidasa xantina degradará la hipoxantina en la xantina y entonces en ácido úrico. Debido a que la xantina no es muy soluble en agua, un aumento en xantina formará cristales (que pueden conducir a piedras del riñón) y resultado en daño del mismo. Las drogas como el alopurinol que son usadas para inhibir la oxidasa de xantina por lo tanto pueden posiblemente causar nefropatía.